# Liste des seigneurs d'Assérac
Liste des seigneurs puis marquis d'Assérac.

## Les origines
En 1095, les Normands Richard, seigneur de la Roche-Bernard, et son fils Frédor autorisent la création d'un oratoire à Pen-Bé
La châtellenie de Ranrouët (Herbignac), qui deviendra le chef-lieu de la seigneurie d'Assérac, dépendra elle-même de celle de la Roche-Bernard.

## Seigneurs d’Assérac

### Famille de La Roche-Bernard

Armes des seigneurs d'Assérac issus de la Famille de La Roche-Bernard :
Gironné d'or et d'azur de huit pièces

- Daniel Ier (après 1010 † 1096), seigneur d'Assérac, 
marié après 1024, dont un fils :
Frédor, seigneur d'Assérac,

- Frédor d'Assérac[2], seigneur d'Assérac, fils du précédent,

- Rioc d'Assérac, seigneur d'Assérac, fils du précédent. Lui ou son père est l'édificateur du premier château de Ranrouët,

- Guillaume d'Assérac[3], seigneur d'Assérac,

- Pierre d'Assérac[4], seigneur d'Assérac,

- Alain d'Assérac, seigneur d'Assérac, ambassadeur en Angleterre du duc Jean Ier en 1268,

- L'Héritière d'Assérac
mariée probablement à Guillaume Ier de Rochefort (vers 1230 † après 1275), seigneur de Rochefort, et d'Assérac, vicomte de Donges,

### Famille de Rochefort

Armes des seigneurs d'Assérac issus de la Famille de Rochefort : vairé d'or et d'azur.

- ???? - après 1275 Guillaume Ier de Rochefort (vers 1230 † après 1275), seigneur de Rochefort, et d'Assérac, vicomte de Donges,
marié probablement à l'héritière d'Assérac, puis,
marié à Marguerite de Chateaubriand (vers 1240 † après 1263) , dame du Pordic et de Saint-Mars, fille de Geoffroy IV, seigneur de Châteaubriant (veuve, elle se remariera à Yvon VIII de La Jaille), dont :

- après 1275 - après 1327 Thibault II de Rochefort (vers 1260 † après 1327), vicomte de Donges, seigneur de Rochefort et d'Assérac, fils des précédents,
marié à Anne de Neuville, dont :
Alix de Rochefort (née vers 1285),
mariée à  Olivier II, 9e vicomte de Rohan,
Guillaume II de Rochefort seigneur de Rochefort et d'Assérac,
Bonabes de Rochefort (né vers 1295 - Henleix en Saint-Nazaire), seigneur du Henleix,
marié à Marie, fille de Geoffroy V, baron d'Ancenis, dont :
Guy de Rochefort du Henleix[5], seigneur du Henleix, chevalier. En 1334, il reprend le château de Nantes sur les Anglais[6].Il reçoit une montre à Vitré en 1356,
enfant :
Guillaume de Rochefort du Henleix, 
marié à Jeanne de Bruc, dont :
Guyonne de Rochefort du Henleix,
mariée[7] à Jean de Rohan, seigneur du Gué-de-L'Isle.
Bonabes de Rochefort du Henleix ( † 1398)

- après 1327 - vers 1347 Guillaume II de Rochefort (vers 1292 † 1347), seigneur de Rochefort et d'Assérac,
marié à Philippette ou Philippa ou Philippine, dame de Princé, fille de Guy VIII de Laval, dont :
Thibault III de Rochefort, seigneur de Rochefort et d'Assérac,
Aliette de Rochefort (vers 1316 † 1350),
mariée à Jean IV, seigneur de Maure (vers 1305 + 1350),
Péronelle de Rochefort ( † 2 août 1383 - Quimper, inhumée au Couvent des Cordeliers de Quimper),
mariée à Hervé V du Pont-l'Abbé (vers 1320 + après 1383),
puis, marié à Jeanne de Calletot,

- vers 1347 - 1364 Thibault III de Rochefort (1313 † 29 septembre 1364 à la Bataille d'Auray), seigneur de Rochefort et d'Assérac, et vicomte de Donges,
marié en 1340 à Jeanne ou Marie (après 1316 † 1376), baronne d'Ancenis, fille de Geoffroy VI, (veuve, elle se remaria avec Charles de Dinan ( † 1418), seigneur de Châteaubriant, et de Montafilan) dont :
Jeanne de Rochefort, dame de Rochefort et d'Assérac,
Thibault IV de Rochefort, seigneur de Rochefort et d'Assérac,
Béatrice de Rochefort ( † 28 juin 1421),
mariée le 26 juillet 1385 à Jean de Craon ( † 1432), seigneur de la Suze,
Marie de Rochefort (1365 † après 1418),
mariée à Bertrand III Goyon, seigneur de Matignon (1364 † 1407),
Blanche de Rochefort,
mariée à Jean du Chastelier,

- 1364 - 1371 Thibault IV de Rochefort ( † sans postérité en 1371), seigneur de Rochefort et d'Assérac, et vicomte de Donges,

- 1371 - 1423 Jeanne de Rochefort (1341 † 3 mai 1423), baronne d'Ancenis, vicomtesse de Donges, dame de Châteauneuf, dame de Rochefort, d'Assérac, et de Ranrouët, sœur du précédent,
mariée en 1362 à Eon, fils de Raoul VII de Monfort et d'Aliénor d'Ancenis et frère de Raoul VIII de Montfort, sans postérité, puis,
remariée le 16 février 1374 à Jean II (vers 1342 - 1417 - Rochefort), sire de Rieux,

### Maison de Rieux

Armes de la Maison de Rieux : D'azur à dix besants d'or posés 4, 3, 2, 1.

- 1423 - 1439 Pierre de Rieux (3 septembre 1389 - Ancenis † 1439 - Nesles-en-Tardenois), seigneur de Rochefort, d'Assérac, et de Derval, fils cadet des précédents,  maréchal de France, compagnon de Jeanne d'Arc à Orléans, Jargeau, Meung, Beaugency, Patay, Reims.

- 1439 - 1458 François Ier (11 août 1418 † 20 novembre 1458), 17e seigneur de Rieux, neveux du précédent (fils de Jean III, seigneur de Rieux), seigneur de Rochefort, baron de Malestroit, comte d'Harcourt, seigneur d'Assérac, conseiller et chambellan de François Ier, chevalier de l'Ordre de l'Hermine, chambellan[8] du dauphin, futur Louis XI,
marié le 11 février 1442 à Jeanne ( ✝ 29 juin 1459), fille de Alain IX, vicomte de Rohan, dont :
Louise (née le 1er mars 1446 - Ancenis),
mariée le 12 juin 1463 à Louis II (vers 1444 ✝ 25 mai 1508), seigneur de Guémené,
Jean IV, 18e seigneur de Rieux,
Marie,
François II, seigneur d'Assérac,

- 1448 - 1458 François II (6 octobre 1448 † 1458 sans postérité), seigneur d'Assérac, pour laquelle il rend aveu au baron de la Roche-Bernard en 1464, fils cadet du précédent,

- 1458 - 1522 Claude Ier (15 février 1497 † 19 mai 1532), 19e seigneur de Rieux, neveu du précédent, seigneur de Rochefort, comte d'Harcourt, et comte d'Aumale, seigneur d'Assérac, fils de Jean IV, 18e seigneur de Rieux,

En 1522, Claude Ier donna en partage à son frère François le château de Ranrouët et les terres et seigneuries d'Assérac et de Faugaret. Ce dernier fit hommage au roi pour ces seigneuries en 1532 et fonda la branche des Rieux d'Assérac.

### Maison de Rieux, branche d’Assérac
- 1522 - ???? François de Rieux d'Assérac, seigneur d'Assérac, de Ranrouët et de Faugaret,
marié vers 1525 à Renée de La Feillée, dame du Gué-de-L'Isle, fille du vicomte de Pléhédel, dont :
Jean de Rieux d'Assérac, seigneur d'Assérac,
René de Rieux de La Feillée (1540 † 25 août 1575), seigneur de La Feillée, et marquis d'Assérac,
Anne de Rieux d'Assérac,
mariée[10] en 1565 à René de Carné (1531 † 1585), vicomte de Cohignac,
Claude de Rieux d'Assérac, seigneur du Gué-de-L'Isle,
Renée de Rieux de Rieux d'Assérac ( † 1582),
mariée vers 1550 à Pierre de Tournemine, seigneur de Campzillon-en-Mesquer,
Suzanne de Rieux de Rieux d'Assérac,
mariée à Jacques Brossin, seigneur de Méré,

- ???? - 1574 Jean de Rieux d'Assérac ( † 1577), seigneur d'Assérac, fils du précédent, Lieutenant du roi en Bretagne

## Marquisd'Assérac

### Maison de Rieux, Branche d'Assérac
Par lettres patentes datées de septembre 1574, enregistrées au parlement de Bretagne en février 1576, le roi unit les seigneuries d'Assérac, Faugaret, Ranrouët, Betton, Thouairé, Coëtfrec et le Gué-de-l'Isle en une seule seigneurie qu'il érigea en marquisat sous le nom d'Assérac au profit de Jean de Rieux d'Assérac, chevalier de son Ordre
- 1574 - 1577 Jean de Rieux d'Assérac ( † 1577[11]), marquis d'Assérac,
marié à Philippette de Saint Amadour, vicomtesse de Guiguen, dont :
Jean II de Rieux d'Assérac, marquis d'Assérac,
Gabrielle de Rieux d'Assérac, marquise d'Assérac,

- 1577 - 1595 Jean II de Rieux d'Assérac ( † 1595[12] sans postérité), marquis d'Assérac, fils des précédents,

- 1595 - 1597 Gabrielle de Rieux d'Assérac ( † 1597[12] sans postérité), marquise d'Assérac, sœur du précédent,

- René de Rieux de La Feillée (1540 † 25 août 1575), seigneur de La Feillée, et marquis d'Assérac, oncle des précédents,
marié à Marguerite, fille de François de Conan seigneur de Rabestan, dont :
Jean Ier de Rieux de La Feillée l'Aîné,
Jean II de Rieux de La Feillée ( † 1630), seigneur de la Feillée, marquis d'Assérac,
Suzanne de Rieux de La Feillée,
mariée le 21 juillet 1601 à Pierre de Montmorency ( † 1610), seigneur de Lauresse,

- Jean Ier de Rieux de La Feillée l'Ainé (Assassiné en 1595 - Paris), marquis d'Assérac, seigneur de l'Isle-Dieu,
marié à Jeanne de La Motte, dame du Vauclerc, de La Hunaudaye et de Vaudère, dont :
René de Rieux, marquis d'Assérac,

- 1597 - 1609 René de Rieux (16 août 1592 † 13 août 1609 - Rome noyé dans le Tibre en voulant sauver son page), marquis d'Assérac sous la tutelle de sa mère Jeanne de la Motte, fils du précédent,

- 1609 - 1630 Jean II de Rieux de La Feillée ( † 1630), seigneur de la Feillée, marquis d'Assérac et seigneur de Cargouët, pour lequel il rendit aveu au roi en 1627, oncle du précédent,
marié à sa cousine Susanne, fille de Guy de Rieux, vicomte de Donges, dont :
Jean-Emmanuel de Rieux d'Assérac,
Hélène de Rieux d'Assérac, dame du Gué-de-L'Isle et de La Feillée,
mariée à Charles du Bellay ( † 1661), prince d'Yvetot, sans postérité[13],

- 1630 - 1656 Jean-Emmanuel de Rieux d'Assérac ( † 1656), marquis de Châteauneuf et d'Assérac, fils des précédents, seigneur de Cargouët et de L'Isle-Dieu, gouverneur de Guérande, du Croisic, et de Saint-Nazaire,
marié le 20 février 1639 à Anne Mangot (1608 + 1642), sans postérité, fille de Claude, garde des sceaux de France, puis,
marié en 1645 à sa cousine Jeanne-Pélagie de Rieux, comtesse de Châteauneuf et vicomtesse de Donges, dont :
Jean Gustave de Rieux (1649 † 29 janvier 1713 - Paris)

Criblé de dettes Jean-Emmanuel dut avant de mourir vendre une partie de ses terres dont le marquisat d'Assérac au surintendant des finances Fouquet en 1656 qui en fit l'année suivante hommage au roi.

### Famille Fouquet

Armes des : D'argent à l'écureuil rampant de gueules.

- 1656 - 1658 Nicolas Fouquet, vicomte de Melun et de Vaux, marquis de Belle-Isle, marquis d'Assérac, procureur général du Parlement de Paris, surintendant des finances.

La veuve du défunt marquis, parvint à reprendre possession d'Assérac et en fit à son tour hommage au roi dès 1658.

### Maison de Rieux, Branche de Donges
- 1658 - ???? Jeanne-Pélagie de Rieux, marquise d'Assérac,

### Maison de Rieux, branche d’Assérac
- ???? - 1679 Jean-Gustave de Rieux d'Assérac (1649 † 29 janvier 1713 - Paris), marquis d'Assérac et vicomte de Donges, fils de la précédente,
marié 2 mars 1677 à Anne-Hélène d'Aiguillon, dame de la Juliennaye, dont :
Jean-Sévère de Rieux d'Assérac, marquis d'Oixant, baron de La Hunaudaye et de Montasilant,
enfant:
Louis de Rieux d'Assérac ( + au champ d'Auray après l'affaire de Quiberon),
Louis Auguste de Rieux d'Assérac, le chevalier de Rieux (1691 † 1767), chevalier, puis comte puis marquis de Rieux, Lieutenant-général des armées du roi,
marié à Marie Butault de Marsan ( † 1734), dont :
un fils, né et mort en 1734,
marié à Claude d'Illiers, dont 
Louise-Jeanne de Rieux (née le 12 septembre 1748),
Louis François de Rieux d'Assérac (né le 11 septembre 1750 - Paris), comte de Rieux,
Jean-Félix de Rieux d'Assérac (mars 1753 † 25 décembre 1753),

Le 28 février 1679, ses dettes poussent Jean-Gustave à vendre son marquisat d'Assérac à René de Lopriac, baron de Coëtmadeuc qui en rendit hommage au roi le 21 juin 1680 et lui fournit aveu l'année suivante. Il vendra également en 1702 à L. de Béringhen le domaine de Châteauneuf.

### Famille deLopriac

Armes de la Famille de Lopriac : De sable au chef d'argent, chargé de trois coquilles de gueules.

- 1679 - 1707 René de Lopriac ( † 4 décembre 1707), baron de Coëtmadeuc, marquis d'Assérac, vicomte de Donges,
marié à Hélène Romieu, dont :
Jacques de Lopriac, marquis d'Assérac,
René de Lopriac, marquis d'Assérac,
remarié en 1681 à Marguerite de Langourla, puis,
remarié en 1684 avec Jeanne Sauvaget (mariage réhabilité un an plus tard dans la chapelle de Herbignac)

- 1707 - 1712 Jacques de Lopriac ( † 29 août 1712 à Paris sans postérité), marquis d'Assérac, fils du précédent, pour qui il rendit aveu en 1708, vicomte de Donges,

- 1712 - 1721 René de Lopriac ( † 1734[15]), marquis d'Assérac, frère du précédent, vicomte de Donges,
marié en 1696 à Judith Rogon, dont :

- 1721 - 1764 Guy-Marie de Lopriac ( † 10 juillet 1764), marquis d'Assérac, fils du précédent, pour lequel il fit hommage au roi en 1728, vicomte de Donges,
marié en 1718 à Marie-Louise de La Rochefoucauld de Roye, dont :
Guy-Louis de Lopriac (1724 † 1747), marquis de Donges,
Félicité de Lopriac, dernière marquise d'Assérac,

- 1764 - 1794 Félicité de Lopriac ( † 25 juillet 1794 guillotinée), dernière marquise d'Assérac, et vicomtesse de Donges,
marié à Louis-Joseph, marquis de Kerhoent

### Maison de Rieux, branche d’Assérac
- 1794 - 1795 Louis Charles Marie de Rieux d'Assérac (11 septembre 1768 - Paris † 26 août 1795 - fusillé à Auray), marquis d'Assérac, Lieutenant au régiment de Rohan, dernier des Rieux, fils de Louis François de Rieux d'Assérac, comte de Rieux,

## Sources
- B. de Rauglaudre, papiers de Rieux sur le site des Archives nationales
- Histoire et noblesse d'Assérac sur infobretagne.com
- Listes des seigneurs d'Assérac sur geneweb roglo.eu
- Dynastie de Rieux sur geneweb roglo.eu